# The Premise
The Premise ist eine US-amerikanische Dramedy-Anthologieserie, die von FX Productions und Le Grisbi Productions für FX umgesetzt wurde. Die Premiere der Serie fand am 16. September 2021 auf FX on Hulu statt, einem Bereich innerhalb des US-amerikanischen Streamingdienstes Hulu. Im deutschsprachigen Raum erfolgte die Erstveröffentlichung der Serie am 3. November 2021 durch Disney+ via Star als Original.

## Handlung
Diese Anthologieserie beschäftigt sich mit zeitlosen moralischen Fragen und gesellschaftlichen Themen in noch nie dagewesenen Zeiten. Jede Folge erzählt eine eigenständige Geschichte und greift dabei provokative Konzepte auf, die auf die Bildschirme projiziert werden. Dabei handelt es sich um tiefgründige und charaktergetriebene Geschichten mit Humor und Herz.

## Produktion
Im Juli 2019 gab FX grünes Licht für die Umsetzung eines Piloten einer Anthologieserie, bestehend aus zwei Folgen, die von B. J. Novak erdacht und von FX Productions produziert wurde. Im Mai 2020 kündigte FX an, weitere Folgen bestellt zu haben, welche später zusammen mit den beiden Pilotfolgen die erste Staffel bildeten. Bereits im Juli 2019 wurden unter anderem Lucas Hedges, Jon Bernthal und Kaitlyn Dever als Besetzung der beiden ursprünglichen Pilotfolgen kommuniziert, während weitere Mitwirkende wie Ben Platt, Tracee Ellis Ross und Daniel Dae Kim im Juli 2021 bekanntgegeben wurden. Während der TCA-Pressetour im Sommer 2021 berichtete Novak von seinen anfänglichen Bemühungen den US-Amerikaner Jack Nicholson als Darsteller für eine Folge gewinnen zu wollen. Nachdem dieses Vorhaben aber gescheitert war, wurde die Realisierung der besagten Folgen nicht weiter verfolgt.

## Besetzung und Synchronisation
Die deutschsprachige Synchronisation entstand nach der Rohübersetzung von Sebastian Römer, den Dialogbüchern von Sylvia Bartoschek und Werner Böhnke sowie unter der Dialogregie von Sylvia Bartoschek durch die Synchronfirma Iyuno-SDI Group Germany in Berlin und München.
Folge 1
| Rolle             | Schauspieler        | Synchronsprecher |
| ----------------- | ------------------- | ---------------- |
| Ethan Streiber    | Ben Platt           | Patrick Schröder |
| Rayna Bradshaw    | Tracee Ellis Ross   | Diana Borgwardt  |
| Vorsitzender      | Martin Covert       | Jürgen Jung      |
| Eve Stone         | Ayo Edebiri         |                  |
| Darren Williams   | Jermaine Fowler     |                  |
| Vanessa Delacroix | Melissa Saint-Amand |                  |

Folge 2
| Rolle           | Schauspieler  | Synchronsprecher  |
| --------------- | ------------- | ----------------- |
| Chase Milbrandt | Jon Bernthal  | Martin Kautz      |
| Aaron           | Boyd Holbrook | Benedikt Gutjan   |
| William         | Beau Bridges  | Kaspar Eichel     |
| Trish           | Amy Landecker | Elisabeth Günther |
| Keri Piña       | Emily Nelson  |                   |

Folge 3
| Rolle             | Schauspieler          | Synchronsprecher   |
| ----------------- | --------------------- | ------------------ |
| Jesse Wheeler     | Lucas Hedges          | Patrick Baehr      |
| Abbi Miller       | Kaitlyn Dever         | Marcia von Rebay   |
| Cooper            | O’Shea Jackson junior | Jan-David Rönfeldt |
| Principal Wallace | George Wallace        | Gudo Hoegel        |
| Mr. Holmes        | Ed Asner              | Jürgen Jung        |
| Caleb Rose        | Brendan Scannell      | Felix Mayer        |
| Susie Xu          | Grace Song            |                    |

Folge 4
| Rolle              | Schauspieler        | Synchronsprecher       |
| ------------------ | ------------------- | ---------------------- |
| Allegra            | Lola Kirke          | Jacqueline Belle       |
| Beth               | SoKo                | Patricia Strasburger   |
| Frau im Badezimmer | Sylvia Grace Crim   | Kerstin Julia Dietrich |
| Therapeut          | Benjamin C. Clement |                        |

Folge 5
| Rolle       | Schauspieler   | Synchronsprecher |
| ----------- | -------------- | ---------------- |
| Daniel Jung | Daniel Dae Kim | Markus Pfeiffer  |
| Eli Spector | Eric Lange     | Matthias Klie    |
| Charles     | Bryan Batt     | Frank Schaff     |

## Episodenliste
| Nr. | Deutscher Titel               | Originaltitel               | Erstveröffentlichung (USA) | Deutschsprachige Erstveröffentlichung (D/A/CH) | Regie         | Drehbuch                       |
| --- | ----------------------------- | --------------------------- | -------------------------- | ---------------------------------------------- | ------------- | ------------------------------ |
| 1 | Social Justice Sex Tape       | Social Justice Sex Tape     | 16. Sep. 2021              | 3. Nov. 2021                                   | Kitao Sakurai | B. J. Novak & Josie Duffy Rice |
| Ethan Streiber ist mittzwanzig, aufgeweckt, weiß und sozial engagiert. Er findet einen Videobeweis, der nach einem durch die Medien gegangenen Vorfall von umstrittener Polizeigewalt den angeklagte Schwarzen Darren Williams vor der wahrscheinlichen Gefängnisstrafe retten kann. Doch bei dem Video handelt es sich um ein peinliches Sextape, in welchem Ethan selbst im Vordergrund zu sehen ist. Zusammen mit der cleveren jungen Anwältin Eve Stone und ihrer Mentorin Rayna Bradshaw arbeiten sie an einer Strategie, wie sie mit dem Beweisvideo und den Zeugenaussagen am besten umgehen sollten, damit Darren einer falschen Verurteilung entgeht. |                               |                             |                            |                                                |               |                                |
| 2 | Schweigeminute                | Moment of Silence           | 16. Sep. 2021              | 3. Nov. 2021                                   | B. J. Novak   | B. J. Novak                    |
| Chase Milbrandt trauert um seine Tochter, die durch einen Schusswaffenvorfall aus dem Leben gerissen wurde. Er bewirbt sich schließlich um den Job als PR-Chef der National Gun Lobby. Schnell freundet er sich mit seinem Kollegen Aaron an, der jedoch ahnt, dass die Motive des neuen Mitarbeiters deutlich düsterer sind, als es den Anschein hat. |                               |                             |                            |                                                |               |                                |
| 3 | Die Ballade von Jesse Wheeler | The Ballad of Jesse Wheeler | 23. Sep. 2021              | 10. Nov. 2021                                  | B. J. Novak   | B. J. Novak                    |
| Der junge beliebte Pop-Star Jesse Wheeler kehrt für wohltätige Zwecke an seine alte High-School zurück. Eigentlich soll er eine großzügige Spende zum Ausbau der Bibliothek ankündigen, doch im letzten Moment improvisiert er: Er gelobt als Anreiz für akademische Leistungen stattdessen, mit der Jahrgangsbesten Sex zu haben. Während sich die desillusionierte Abbi ebenso wie zahlreiche andere Schüler dadurch angespornt fühlen, versuchen Schulrektor Wallace und Copper, der Manager von Jesse, verzweifelt alles, um das Versprechen aus der Welt zu schaffen.                                                                                     |                               |                             |                            |                                                |               |                                |
| 4 | Der Kommentator               | The Commenter               | 30. Sep. 2021              | 17. Nov. 2021                                  | Darya Zhuk    | B. J. Novak & Jia Tolentino    |
| Eigentlich hat Allegra alles. Sie führt ein glückliches Leben und hat mit Beth eine liebevolle Partnerin. Doch ein kritischer, anonymer Onlinekommentar wurmt sie so sehr, dass sie schließlich ihr ganzes Leben auf den Kopf stellt, nur um das Wohlwollen des Kommentatoren zu erlangen. Dabei droht sie aber alles zu verlieren. |                               |                             |                            |                                                |               |                                |
| 5 | Butt Plug                     | Butt Plug                   | 7. Okt. 2021               | 24. Nov. 2021                                  | Jake Schreier | B. J. Novak                    |
| Gegenwärtig gehört Daniel Jung mit zu den reichsten Männer der Welt, doch als Kind wuchs er als Sohn von Einwanderern in Armut auf. Er bietet seinem einstigen Peiniger Eli Spector, welcher ihn während der Schulzeit gequält hatte, eine Chance auf Wiedergutmachung. Eli soll eine volle Stunde vor dem Verwaltungsrat des Unternehmens von Daniel ein ganz bestimmtes Produkt pitchen. |                               |                             |                            |                                                |               |                                |

## Musik
Die Filmmusik zur vierten und fünften Folge der Serie komponierte Emily Bear.